# Josephine Chaplin
Josephine Chaplin (Santa Monica, Kalifornia, 1949. március 28. – Párizs, 2023. július 13.) amerikai színésznő. Édesapja a filmtörténet talán legismertebb komikusa, Charlie Chaplin, édesanyja a világhírű drámaíró, Eugene O’Neill lánya, Oona. Testvérei közül a filmszakmában egyértelműen nővére, Geraldine Chaplin a legismertebb: Josephine nem bizonyult akkora tehetségnek, mint ő. Az 1970-es évek elején bontakozott ki színésznői karrierje, később inkább a televízióban kapott feladatokat.

## Pályafutása
Filmes pályafutása tulajdonképpen már egészen korán, a művésznő 3 éves korában elkezdődött. Édesapja filmtörténeti klasszikusában, a Rivaldafényben látható néhány pillanatra a nyitójelenetben. Következő – szintén parányi – szerepét ugyancsak apjától, már nagylányként kapta: A hongkongi grófnőben a főszerepeket Marlon Brando és Sophia Loren játszották. 
Karrierje az 1970-es években bontakozott ki Franciaországban. Fontos karakterszerepet kapott Pier Paolo Pasolini Canterbury mesék című nagy sikerű filmjében: ő volt May, aki frappánsan kimagyarázza magát, mikor vaknak hitt idős ura rajtakapja, amint éppen egy fa tetején akarja megcsalni őt fiatal szeretőjével. A korabeli pletykasajtó élénken ecsetelte az ősz édesapa, Charlie Chaplin állítólagos bősz haragját, melyet lánya filmbeli meztelen jelenetei váltottak ki belőle.
A magyar közönség a tévéből ismerheti a Már nem félek a napfénytől című krimielemekkel átszőtt drámát, melyben Josephine egyik partnere a népszerű francia jellemszínész, Maurice Ronet volt. Nem tudni, hogy ekkor vagy néhány évvel későbbi közös filmjük, az À l'ombre d'un été forgatása kapcsán szökkent szárba szerelmük, de az biztos, hogy 1977-től a férfi 1983-ban bekövetkezett haláláig együtt éltek. Közös gyermekük, Julien 1980-ban jött világra.
Filmjei közül említést érdemel az annak idején nálunk is sikerrel vetített kétrészes paródia, A négy muskétás, avagy a lepel lehull és folytatása, A négy muskétás, avagy majd mi megmutatjuk, bíboros úr! Mindkét film Id. Alexandre Dumas közismert regénye, A három testőr meglehetősen szabad feldolgozása a négy szolga szemszögéből: alakjaikat a korszak népszerű francia énekes-komikusai, a Les Charlots tagjai formálták meg. Josephine a királyné varrónőjét, Constance-t alakította. (Kuriózum, hogy Richard Lester egy évvel korábbi, ugyancsak kétrészes Dumas-adaptációjában Josephine nővére, Geraldine a királyné szerepét játszotta.)  
A hazai mozikban is láthattuk egykoron Josephine Jugoszláviában forgatott partizánfilmjét, a Zelengora csúcsait. Hasfelmetsző Jack történetének sokadik filmváltozatában a legendásan nehéz természetű Klaus Kinski partnere volt. 
A '70-es évek második felétől egyre többet dolgozott a televízió számára. Filmszerepei közül említésre méltó még az egykori francia új hullámos alkotó, Claude Chabrol bűnügyi filmje, az Ecetes csirke. Josephine Chaplin az 1990-es évek második felétől már nem forgatott, szívesen részt vállalt viszont az édesapja emlékét ápoló kiadványok megszületésében.

## Filmjei
- 1952 Rivaldafény (Limelight)
- 1967 A hongkongi grófnő (A Countess from Hong Kong)
- 1972 Már nem félek a napfénytől (L’odeur des fauves)
- 1972 Canterbury mesék (I racconti di Canterbury)
- 1972 Escape to the Sun
- 1974 A négy muskétás, avagy a lepel lehull (Les quatre Charlots mousquetaires)
- 1974 A négy muskétás, avagy majd mi megmutatjuk, bíboros úr! (Les Charlots en folie: À nous quatre Cardinal!)
- 1974 Nuits rouges
- 1975 Csak egy asszony (Docteur Françoise Gailland)
- 1975 L’homme sans visage (tévésorozat)
- 1976 À l'ombre d'un été
- 1976 Zelengora csúcsai (Vrhovi Zelengore)
- 1976 Jack the Ripper
- 1977 Les Années d'illusion (tévésorozat)
- 1979 Histoires insolites (tévésorozat, a Folies douces című epizódban)
- 1981 Ligeia (tévéfilm)
- 1983 Le Marquis de Sade
- 1984 The Bay Boy
- 1985 Ecetes csirke / Pulyka parázson (Poulet au vinaigre)
- 1986 Symphonie (tévésorozat)
- 1987 Les Enquêtes du commissaire Maigret (tévésorozat, a Maigret voyage című epizódban)
- 1988 Hemingway (tévésorozat)
- 1989 Le Masque (tévésorozat, a L'ami de Pauline című epizódban)
- 1994 Belvárosi hőség (Ciudad Baja-Downtown Heat)